# Emmanuel Kwesi Nkansah
Emmanuel Kwesi Nkansah (15 ottobre 1941) è un ex calciatore ghanese.

## Carriera
Partecipò alle Olimpiadi del 1964.